# Megalocercus abyssorum
Megalocercus abyssorum är en ryggsträngsdjursart som beskrevs av Chun 1887. Megalocercus abyssorum ingår i släktet Megalocercus och familjen lysgroddar. Inga underarter finns listade i Catalogue of Life.